# Вампіри (субкультура)
Вампірський спосіб життя, вампірська субкультура або вампірська спільнота (пер."вампір") — це альтернативний спосіб життя та субкультура, заснована на міфології та популярній культурі, заснованій на вампірах. Ті, хто входить до субкультури, зазвичай ототожнюють себе з вампірами або як упирями, причому учасники зазвичай надихаються засобами масової інформації та поп-культурою, заснованими на вампірському фольклорі та легендах, таких як готична мильна опера Dark Shadows, настільна рольова гра Vampire: The Masquerade та серія книг письменниці Енн Райс «Хроніки вампіра». Практики в спільноті вампірів варіюються від пиття крові від добровільних донорів до організації груп, відомих як «будинки» та «суди» вампірів, які самі себе ідентифікують.
Субкультура вампірів значною мірою походить від готичної субкультури, але також містить деякі елементи субкультури садомазохізму. Інтернет є основним форумом для спілкування субкультури разом з іншими медіа, такими як глянцеві журнали, присвячені цій темі.
Учасники субкультури варіюються від тих, хто одягається як вампір, але вважає себе людиною, до тих, хто заявляє про потребу споживати або кров, або «людську енергію». Обидва типи вампірів можуть стверджувати, що споживання крові або енергії (іноді її називають ауричною або пранічною енергією) необхідне для духовного чи фізичного живлення.
Хоча субкультура вампірів значно збігається з готичною субкультурою, спільнота вампірів також збігається як з теріанською, так і з іншими родинними спільнотами, і деякі вважають їх частиною обох, попри різницю в культурному та історичному розвитку.
«Це вампірське життя» — це алегорична музична біографія циклів життя вампірів, але пов'язана зі схожістю сучасного життя з паразитичним способом життя та цінностями.

## Типи вампірів-лайфстайлерів
Існує кілька типів вампірів, які ведуть спосіб життя:
- «Сангвінарії»: (іноді їх називають гематофагами) вживають кров інших[1]
- «Психічні вампіри»: стверджують, що живляться аурою або пранічною енергією інших[1][6][7], щоб збалансувати дефіцит духовної або психологічної енергії, наприклад, пошкоджену ауру чи чакру[3]
- «Гібриди»: обидва споживають кров і стверджують, що вони поглинають психічну енергію[1][7]
- «Донори крові»: охоче дозволяють іншим представникам субкультури пити їхню кров[1] і можуть проявляти або не проявляти поблажливість до тих, хто це робить[9][4][6]
- «Кроваві фетишисти»: використовують кров як стимулятор або сексуальний фетиш, іноді вживають її під час садомазохістського сексу[7]
- «Рольові гравці» або «любителі життя»: визнають, що вони люди, які грають ролі вампірів.[1] Вільямс стверджує, що вони можуть "одягатися у вампірський одяг, вести вампірський спосіб життя (наприклад, спати в трунах) і переважно брати участь у рольових іграх, таких як Vampire: The Masquerade "[7]

## Пояснення про кровопиття
Синдром Ренфілда — це клінічний стан, що характеризується фіксацією на крові або її питтям.
Дослідники сексу також задокументували випадки людей із сексуальним (парафілічним) вампіризмом і автовампіризмом.

## Дискусія

### Християнство
Деякі самопроголошені християнські вбивці вампірів виникли у відповідь на субкультуру вампірів. В Інтернеті вони кишать вампірськими веб-сайтами листами ненависті та беруть участь в інших подібних заходах.

## Додаткові джерела
- Беланже, Мішель А. (2004). Кодекс психічних вампірів: Посібник з магії та енергетичної роботи. Червоне колесо/Вайзер.ISBN 978-1-57863-321-0
- Лейкок, Джозеф (2009). Вампіри сьогодні: правда про сучасний вампіризм . Прегер.ISBN 978-0-313-36472-3
- Руссо, Арлін (2005). Нація вампірів . Джон Блейк.ISBN 978-1-84454-172-0
- Пітер Дей (хр.): Вампіри: міфи та метафори нескінченного зла — Видання Родопи, 2006,ISBN 978-90-420-1669-9